# Steppen-Sichelspringer
Der Steppen-Sichelspringer (Evarcha michailovi) ist eine Spinne aus der Familie der Springspinnen (Salticidae). Die Art ist paläarktisch verbreitet und seit 2012 auch in Mitteleuropa nachgewiesen.

## Merkmale

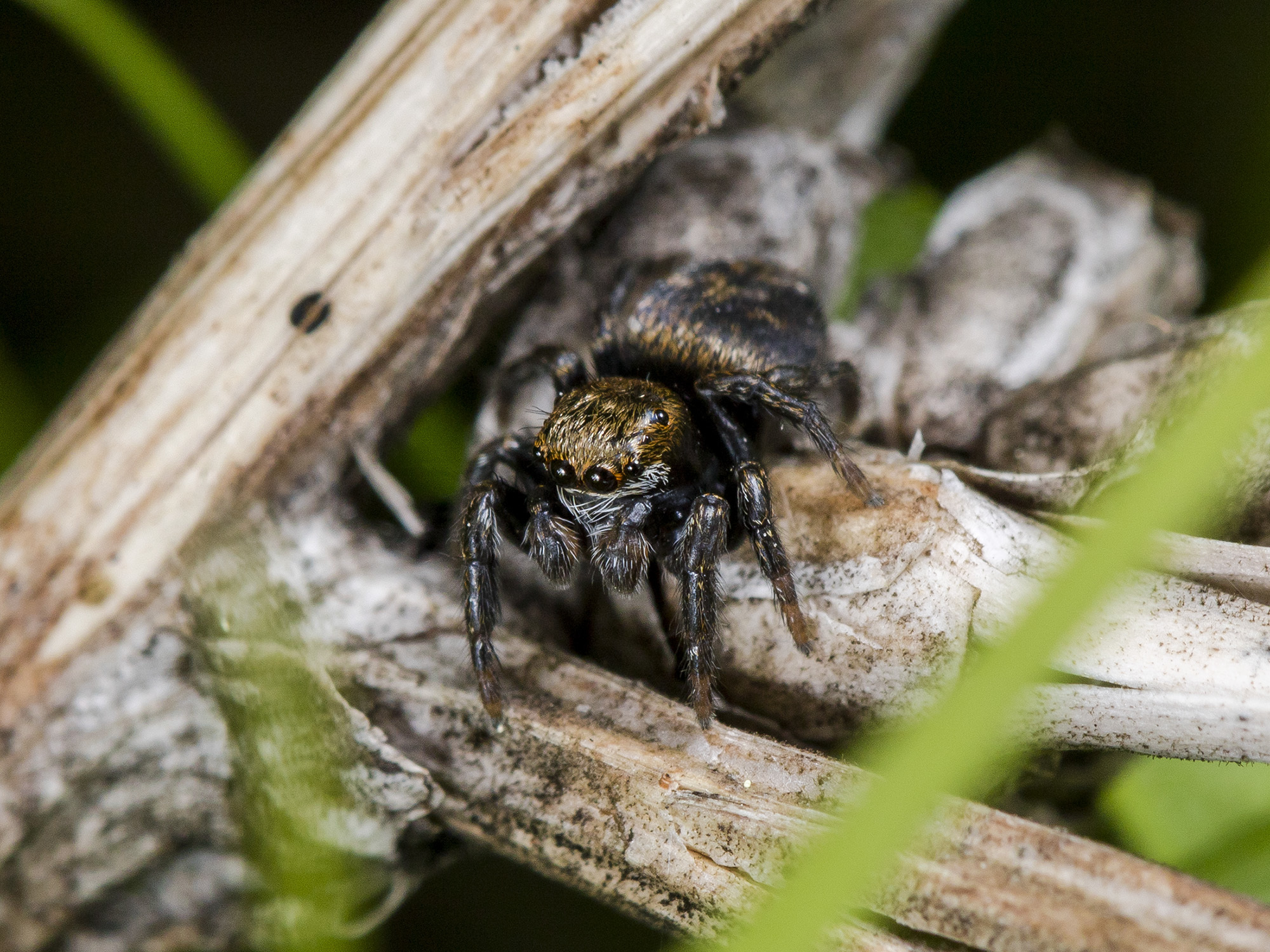
Männchen

Das Weibchen des Steppen-Sichelspringers erreicht eine Körperlänge von 3,38 bis 5,88 Millimetern. Dabei kann sein Prosoma (Vorderkörper) 2,38 bis 2,75 Millimeter lang und 1,25 bis 2 Millimeter breit sowie sein Opisthosoma (Hinterleib) 3,00 bis 3,13 Millimeter lang und 1,25 bis 2 Millimeter breit werden. Die Körperlänge des Männchens kann von  3,96 bis zu 5,6 Millimeter reichen, wobei bei ihm das Prosoma 2,08 bis 2,85 Millimeter lang sowie 1,53 bis 2,13 Millimeter breit sein kann, während hier das Opisthosoma eine Länge von 1,88 bis 2,75 und eine Breite von 1,25 bis 2 Millimetern aufweisen kann. Ein Sexualdimorphismus (Unterschied der Geschlechter) ist bei der Spinne anderweitig wenig ausgeprägt. So ist das Weibchen beispielsweise nur wenig heller als das Männchen gefärbt. Der grundsätzliche Körperbau der Art gleicht dem anderer Sichelspringer (Evarcha).
Der Carapax (Rückenschild des Prosomas) ist braun bis dunkelbraun gefärbt und mit zwei Längsstreifen aus weißen und borstenartigen Setae (Haare) versehen. Die Augen weisen eine schwarze Umrandung und eine Querlinie weißer Borstensetae über den anterioren (vorderen) Augen auf. Der Clypeus (Abschnitt zwischen dem anterioren Augen und dem Rand des Carapax) erscheint orange und ist mit dünnen weißen und orangen Borstensetae bedeckt. Das Sternum (Brustschild des Prosomas) und die Cheliceren (Kieferklauen) besitzen eine orange-braune Farbgebung. Die Maxillae (umgebildete Coxen der Pedipalpen) und das Labium (sklerotisierte Platte zwischen den Maxillae auf anteriorer Seite des Sternums) sind ebenfalls orange-braun gefärbt und überdies mit weißen Spitzen ausgestattet.
Die Beine haben eine braune Grundfärbung, wobei die Metatarsen (Fersenglieder) und Tarsen (Fußglieder) gelblich gefärbt sind. Die Femora (Schenkel) und die Tibien (Schienen) erscheinen dunkler und weisen zumeist eine dunkelbraune Färbung auf. Beim Weibchen sind zusätzlich die Coxen (Hüftglieder) und die basalen (an der Basis gelegenen) Teile der Femora gelb gefärbt.
Das Opisthosoma ist dorsal (oberhalb) entweder einfarbig dunkelgrau oder dunkelgrau gefärbt, wobei im letzteren Fall dort zusätzlich eine erkennbare schwarzer Längslinie sowie zwei weiße ovale Flecken am anterioren Rand und schwarzen Querlinien an den Flanken ausgebildet sind. Ventral (unterseitig) erscheint das Opisthosoma heller und braungrau. Die Opercula (Buchlungendeckel) und Spinnwarzen weisen eine bräunlich graue Färbung auf.

Ansichten von Weibchen
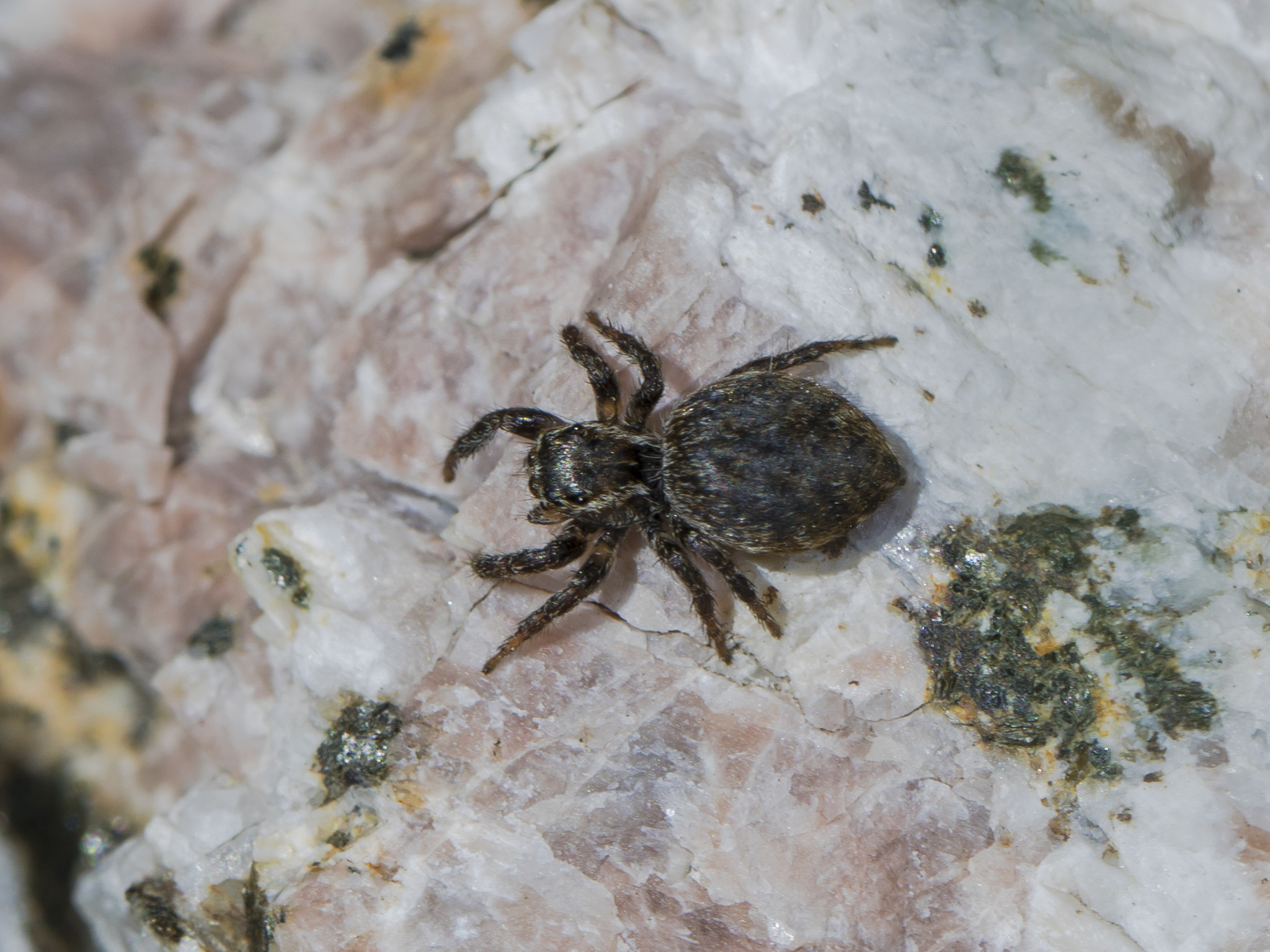
Dorsalansicht
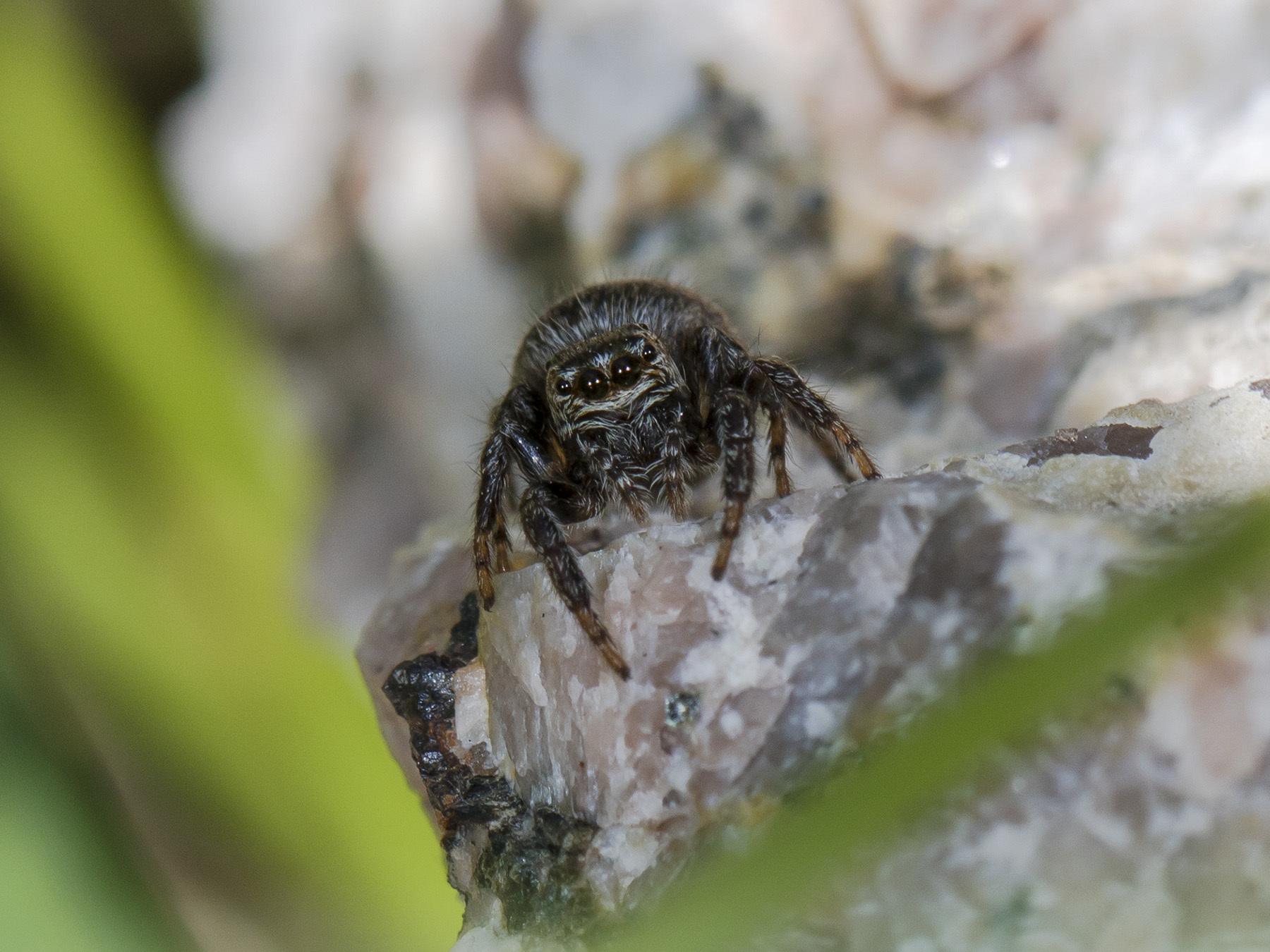
Frontalansicht
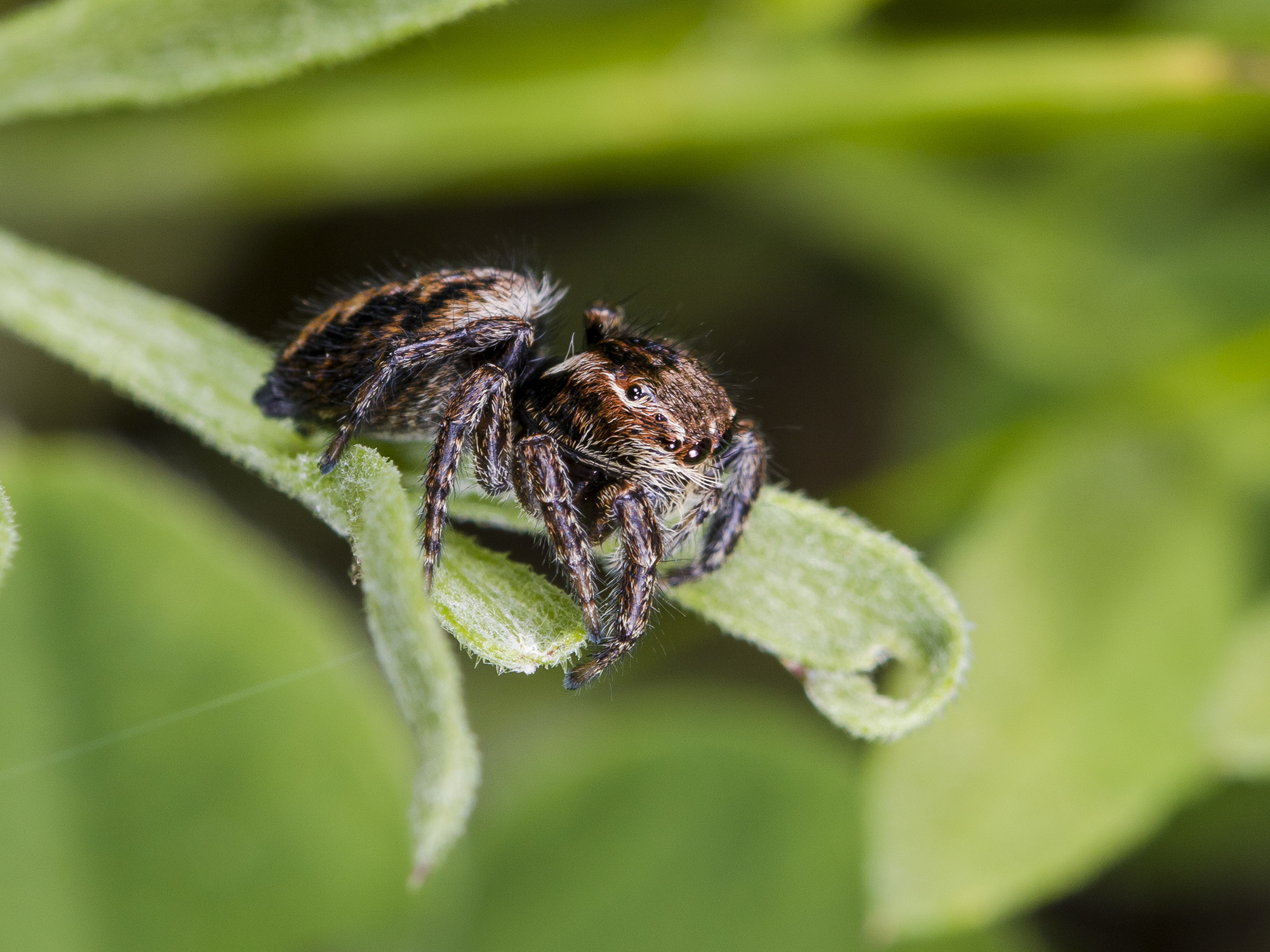
Lateralansicht
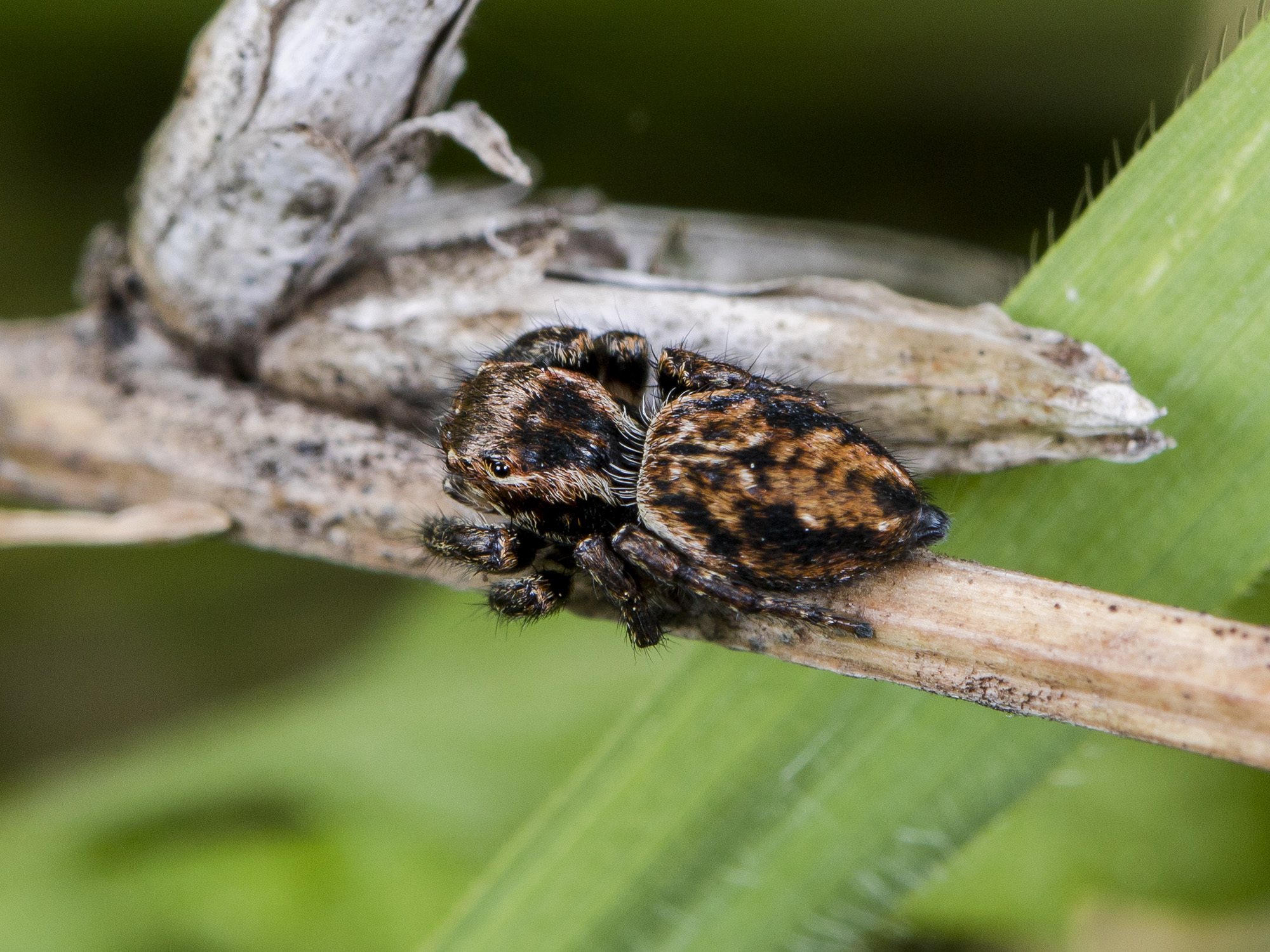
Rückansicht

Ansichten von Männchen
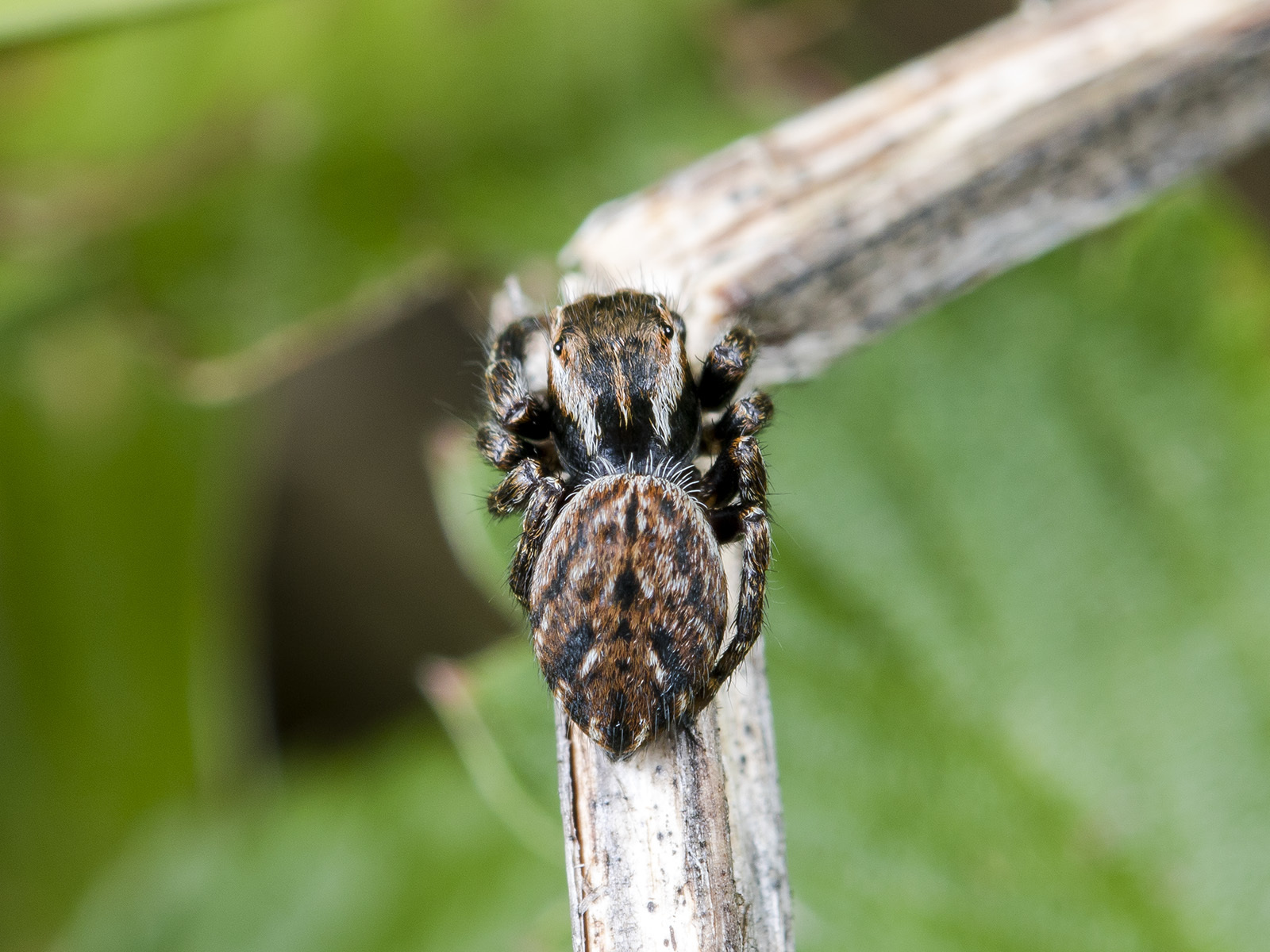
Dorsalansicht
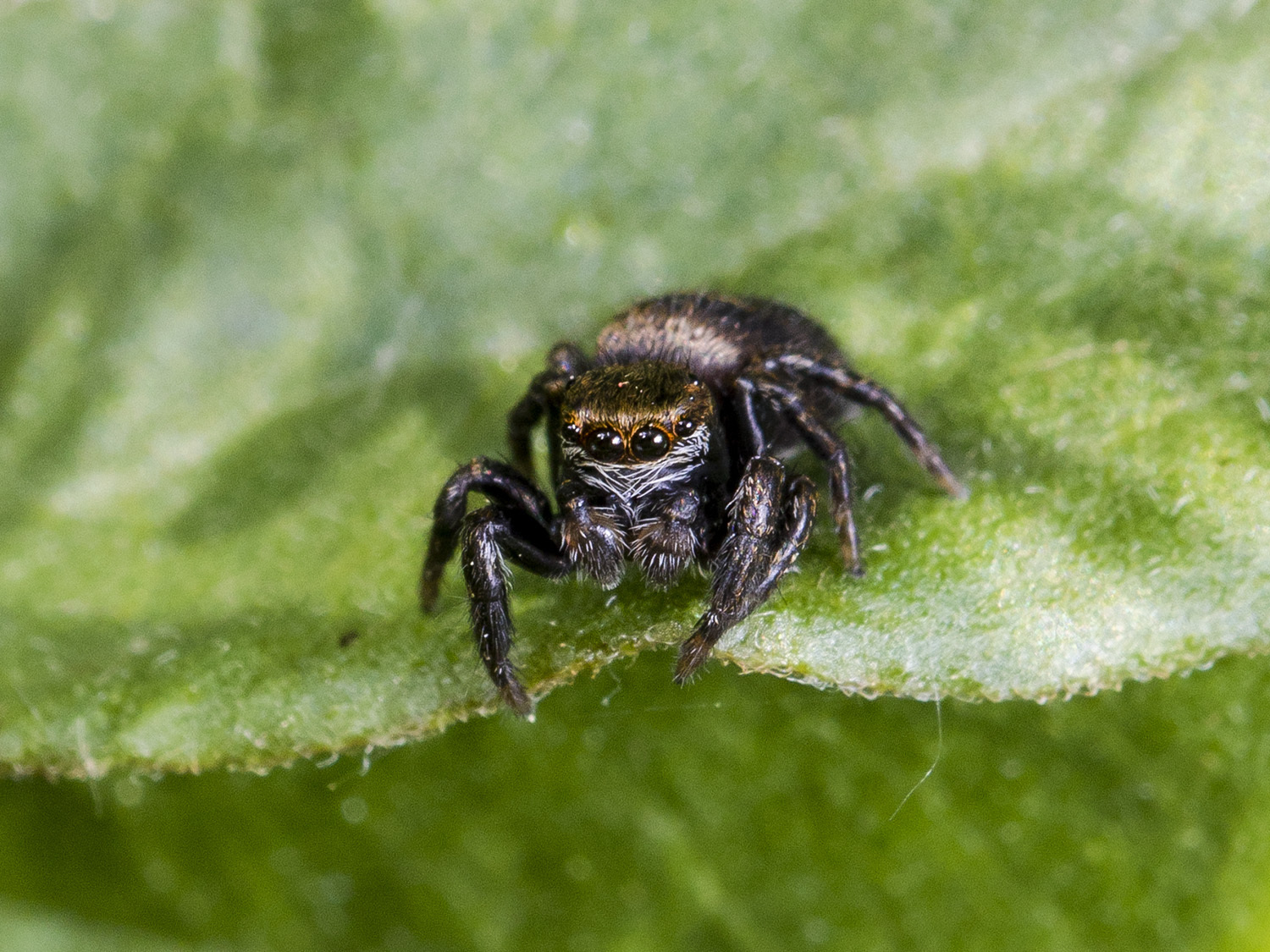
Frontalansicht
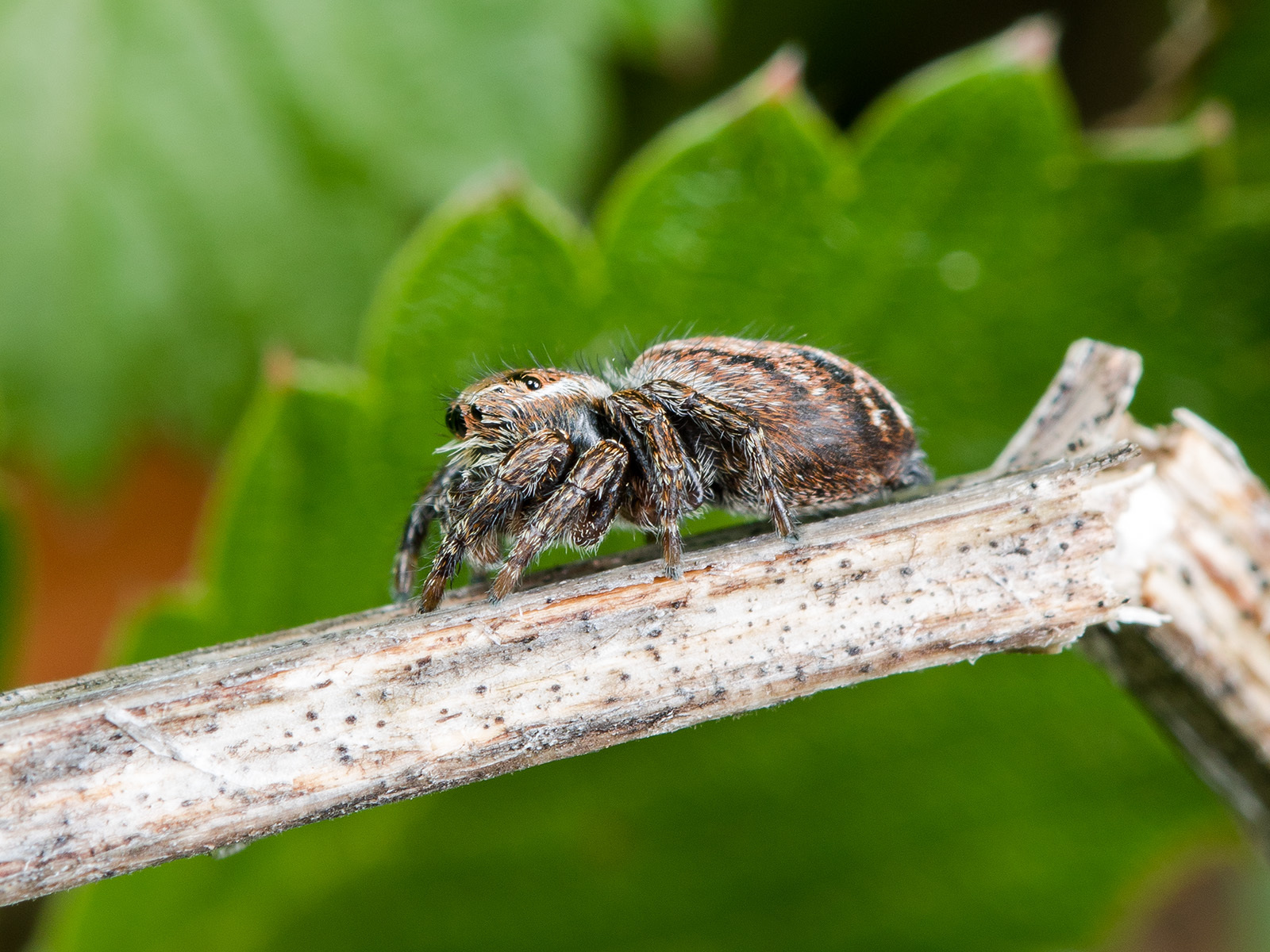
Lateralansicht
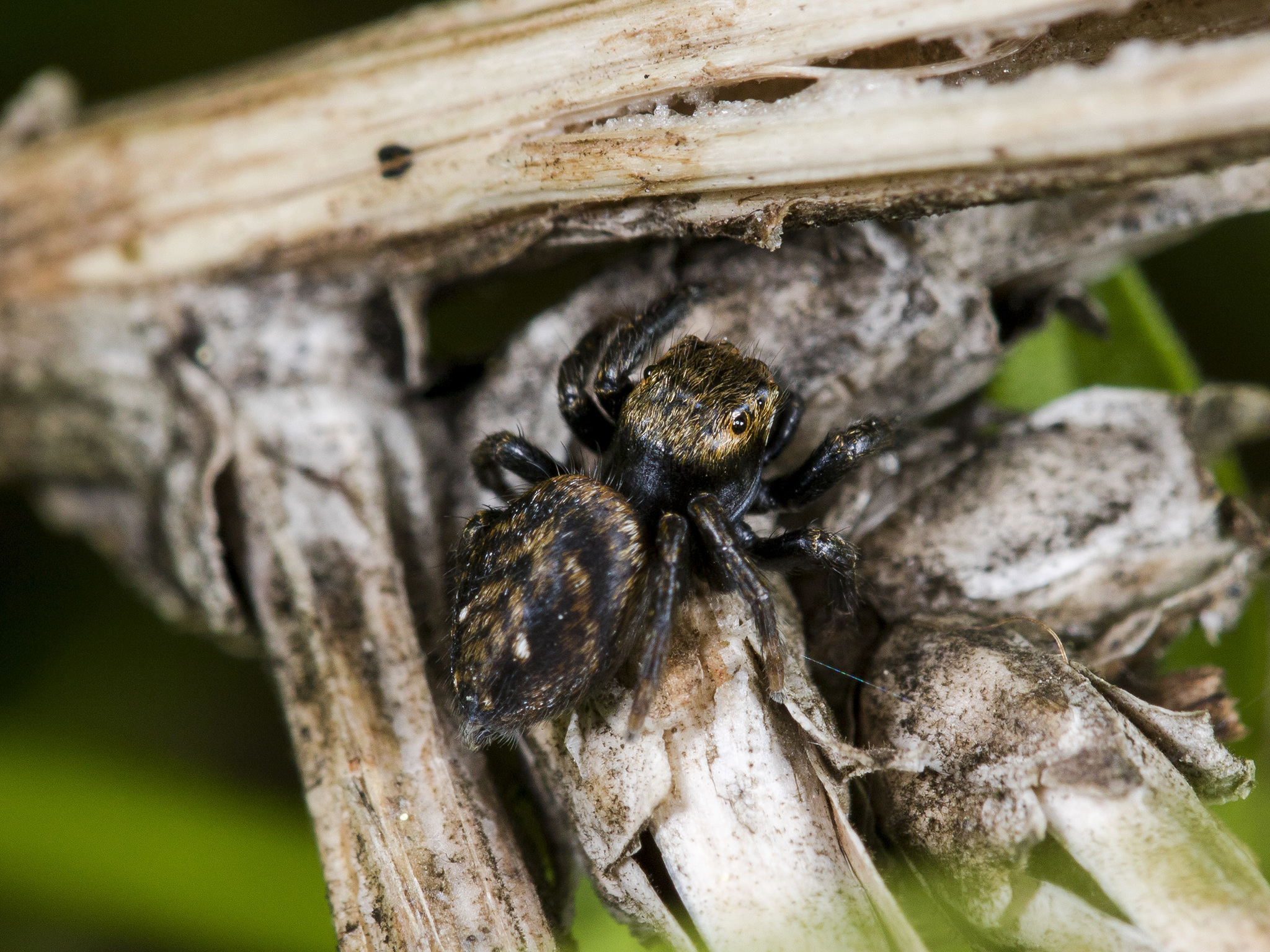
Rückansicht

### Genitalmorphologische Merkmale

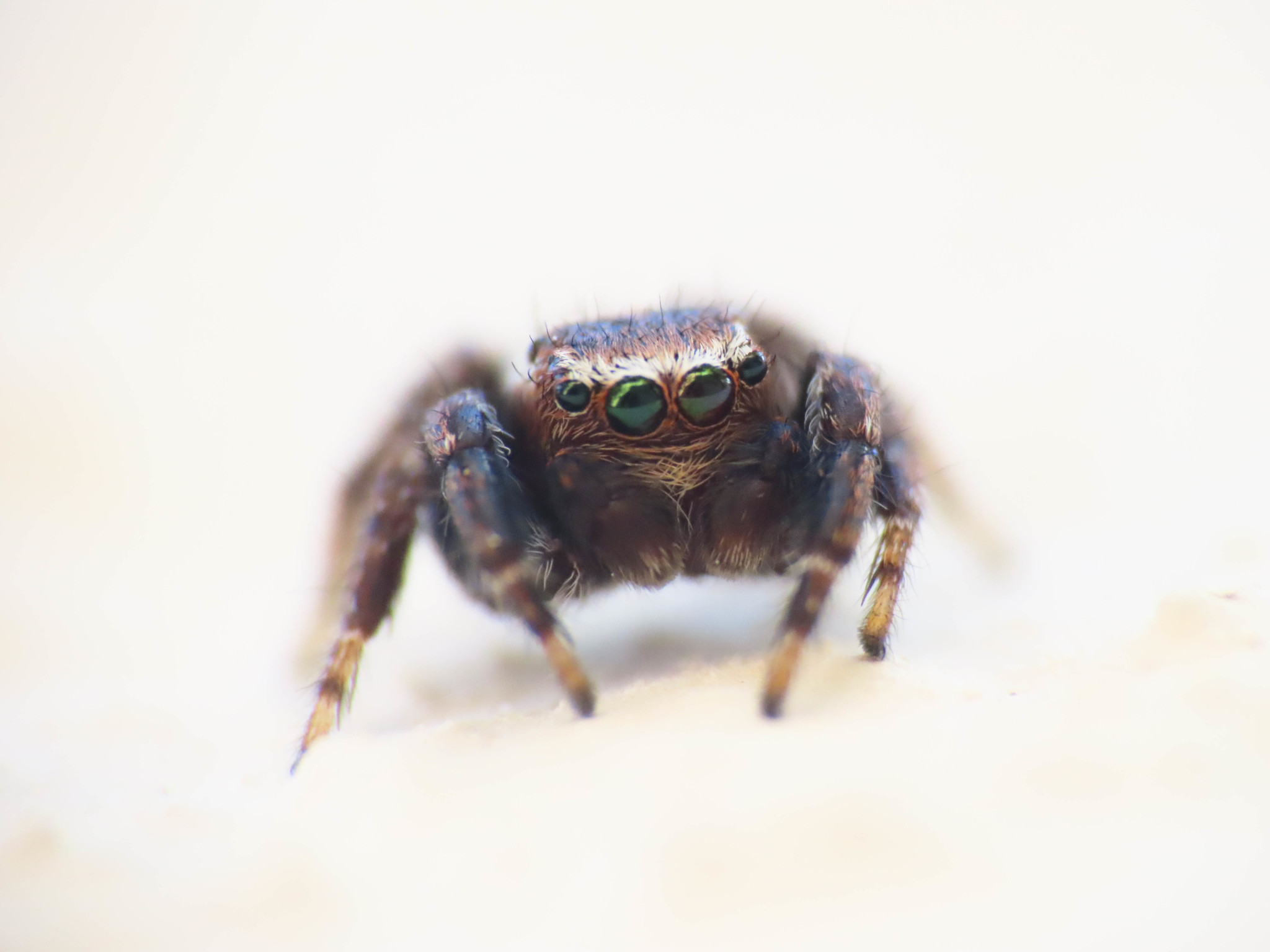
Frontale Detailansicht eines Männchens mit erkennbaren Bulbi

Ein einzelner Bulbus (männliches Geschlechtsorgan) des Steppen-Sichelspringer mit breitem, am Ende stark gerundetem Embolus (drittes und letztes Sklerit, bzw. Hartteil des Bulbus), der deutlich zweifarbig in Erscheinung tritt. Im Allgemeinen wird der Aufbau der beiden Bulbi als ähnlich wie die des zur gleichen Gattung zählenden Heide-Sichelspringers (E. laetabunda) beschrieben, sind aber größer und besitzen jeweils einen dickeren Embolus mit gerundeter Spitze und ferner eine tibiale Apophyse (chitinisierter Fortsatz) mit abweichender Struktur.
Die Epigyne (weibliches Geschlechtsorgan) des Steppen-Sichelspringer weist distal eine Lippe auf, die ein Drittel der Länge der Epigyne ausmacht. Auch die Epigyne dieser Art ähnelt der des Heide-Sichelspringer, hat aber eine stärker sklerotisierte (verhärtete) Epigynenplatte und ebenso abweichende Strukturen der Spermatheken (Samentaschen).

### Differenzierung von ähnlichen Sichelspringern
Der Steppen-Sichelspringer kann neben dem schon genitalmorphologisch ähnlichen Heide-Sichelspringer (E. laetabunda) auch zwei weiteren in Mitteleuropa vorkommenden Arten der Sichelspringer (Evarcha), dem Dunklen Sichelspringer (E. arcuata) und dem Bunten Sichelspringer (E. falcata) verwechselt werden, da sich alle vier Arten vom Habitus (Erscheinungsbild) her ähneln.
Ein Unterscheidungsmerkmal sind unter anderem die weißen Setaebänder auf dem Carapax der vier Arten, die auf beiden Seiten vorhanden sein können, wobei die transversales Bänder frontal entweder über oder unter der vorderen Augenreihe verlaufen können. Genauso kann beides der Fall sein. Beim Dunklen Sichelspringer sind die Lateralbänder gut ausgeprägt und überdies sehr breit. Beim Steppen-Sichelspringer sind diese Bänder schmaler als beim Dunklen Sichelspringer, während die Frontalbänder beider Arten einander gleichen. Der Heide-Sichelspringer besitzt lediglich weiße Lateralbänder auf dem Carapax, während beim Männchen des Bunten Sichelspringers das Gegenteil der Fall ist und dieser auf diesem Körperabschnitt nur ein Frontalband besitzt. Zusätzlich befinden sich beim Männchen dieser Art drei deutliche weiße Streifen unter der anterioren Augenreihe. Beim Weibchen des Bunten Sichelspringers können die Lateralbänder, wenn dann auch nur schwach ausgebildet sein. Das Frontalband auf dem Carapax kann sowohl vorhanden als auch nicht vorhanden sein.
Der Bunte Sichelspringer kann außerdem von den anderen Arten außerdem durch ein helles Band unterschieden werden, das über die Vorderseite des Opisthosoma verläuft und sich bei Männchen an den Flanken hinunter erstreckt, bis es einen fast vollständig ringförmig das Opisthosoma umrahmt. Im Gegensatz dazu ähneln sich die anderen Arten hinsichtlich Merkmale des Opisthosomas mehr. Das Männchen des Steppen-sichelspringers hat ein kontrastreicher gezeichnetes Opisthosoma als die der übrigen zwei Sichelspringer, während das Männchen von einem dieser beiden Arten, der Heide-Sichelspringer oft ein gleichmäßig goldbraun gezeichnetes Opisthosoma und das des Dunklen Sichelspringers im Regelfall ein dunkelbraun gezeichnetes Opisthosoma hat. Allgemein ist das dunkle Medianband auf dem Opisthosoma des Männchens vom Steppen-Sichelspringer für sich sehr charakteristisch, sofern er deutlich entwickelt ist. Da es jedoch dunkle Zeichenelemente auf dem Opisthosoma aufweisen kann, kann das Männchen der Art in der Hinsicht dem des Dunklen Sichelspringers ähneln. Das Opisthosoma der Weibchen aller vier Sichelspringer ist durch ein Muster aus drei nach vorne gerichteten Winkelflecken aus weißen Setae gekennzeichnet, zwischen denen sich wieder Flächen aus sehr dunklen Setae befinden. Außerdem ist meist ein schmales dunkles Herzmal erkennbar, das von weißen Setae umrandet wird. Das Weibchen des Bunten Sichelspringers weist zusätzlich ein Band aus weißen Setae, das über den anterioren Bereich des Opisthosomas verläuft, auf. Beim Weibchen des Dunklen Sichelspringers stechen die vergleichsweise hellen Winkelflecken sehr aus der rotbraunen und diese umgebenden Fläche hervor, während hier die dazwischenliegenden dunklen Flächen deutlich stärker ausgeprägt sind. Im Gegensatz dazu ist beim Weibchen des Steppem-Sichelspringers dieser Kontrast viel schwächer vorhanden und die dunklen Flächen hier viel kleiner sowie die Grundfarbe des Opisthosomas eher gräulich anstelle von rotbraun. Da die weiblichen Tiere des Steppen- und des Heide-Sichelspringers ähnliche Musterungen auf dem Opisthosoma aufweisen, kann dieses Merkmal bei diesen beiden Arten nicht für eine zuverlässige Differenzierung zwischen diesen angewandt werden.
Ein einzelner Bulbus des Steppen-Sichelspringers weicht strukturell sehr von dem der gattungsverwandten Arten ab. Der Embolus ist sehr breit und außerdem mehr als doppelt so breit wie beim Heide-Sichelspringer. Außerdem ist er beim Steppen-Sichelspringer an der Spitze deutlich abgerundet und zweifarbig, wobei ein Teil dunkel und der andere hell erscheint. Ein Bulbus hat beim Dunklen Sichelspringer einen gekrümmten Embolus und eine spitze Tibialapophyse und einer vom Bunten Sichelspringer ebenfalls einen charakteristisch geformten Embolus mit einemr deutlich erkennbar zweigeteilten Spitze. Die Epigynen der vier Sichelspringer hingegen ähneln sich deutlich stärker, zumal bei allen auf kaudaler (zur Schweifregion) Fläche eine sklerotisierte Lippe ausgebildet ist. Diese ist beim Dunklen Sichelspringer sehr dick und bei Heide-Sichelspringer wiederum sehr schmal, während die Dicke dieser Platte beim Steppen-Sichelspringer einen Mittelwert einnimmt. Beim Bunten Sichelspringer verengt sich diese Lippe in kaudale Richtung, sodass sie ein mehr oder weniger trapezförmiges Erscheinungsbild annimmt. Im Gegensatz zur eigentlichen Epigyne sind die internen Strukturen der Spermatheken bei den vier Arten sehr unterschiedlich.

Ähnliche Sichelspringer (Evarcha)
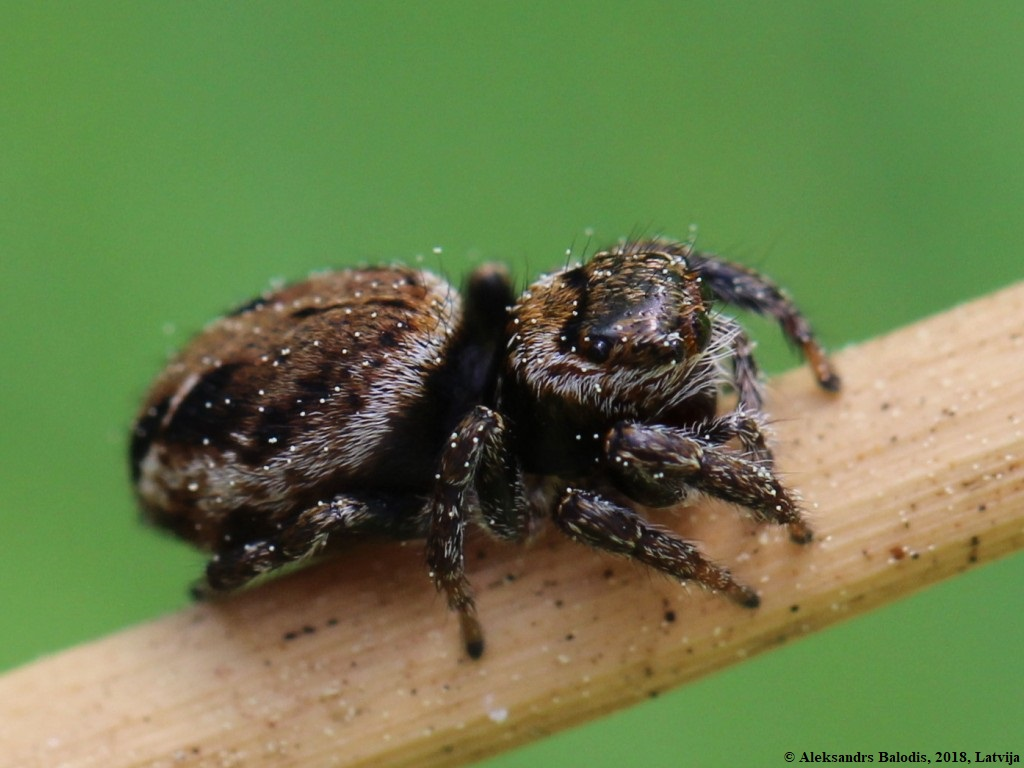
Weibchen …
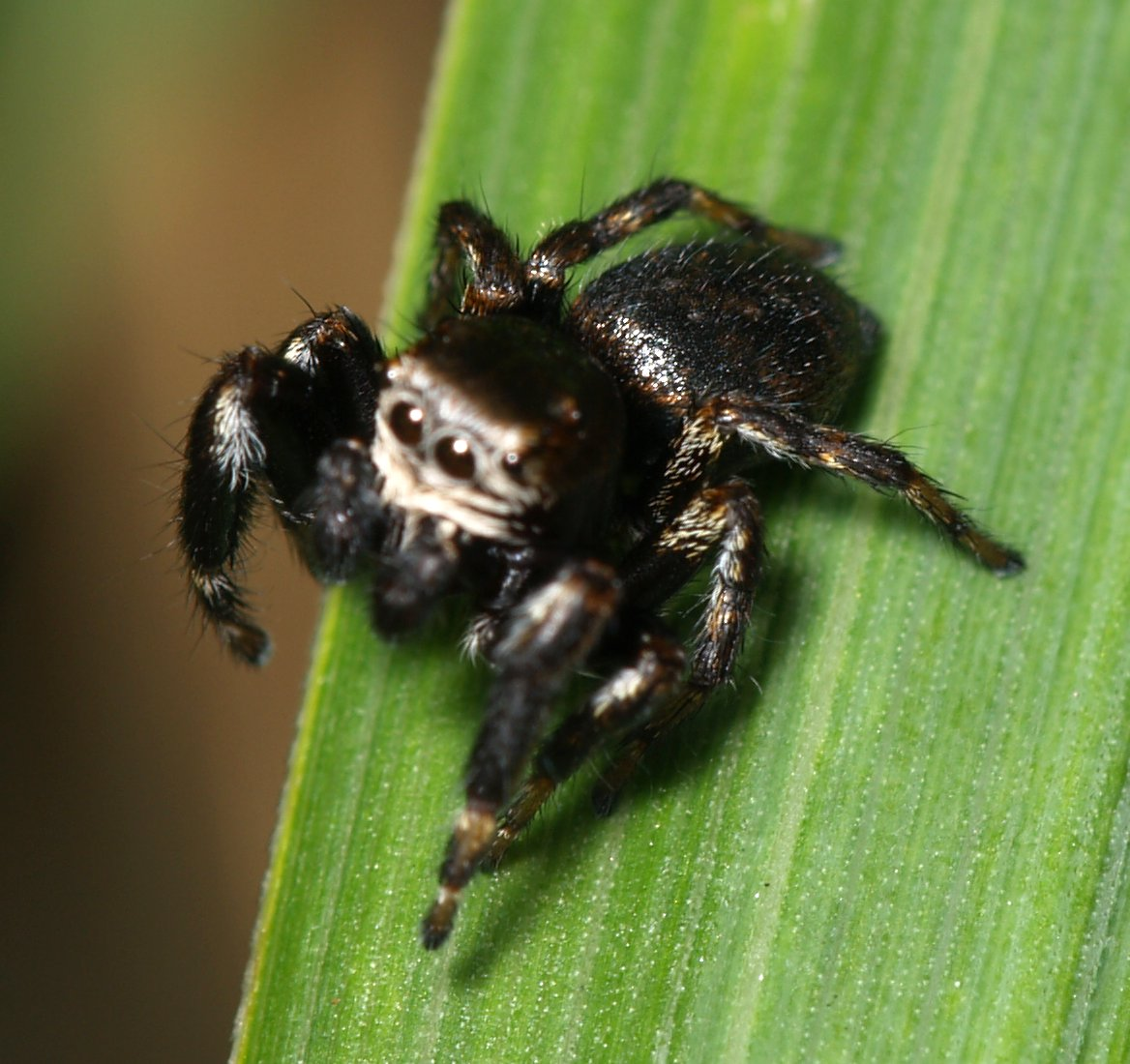
… und Männchen des Dunklen Sichelspringers (E. arcuata).
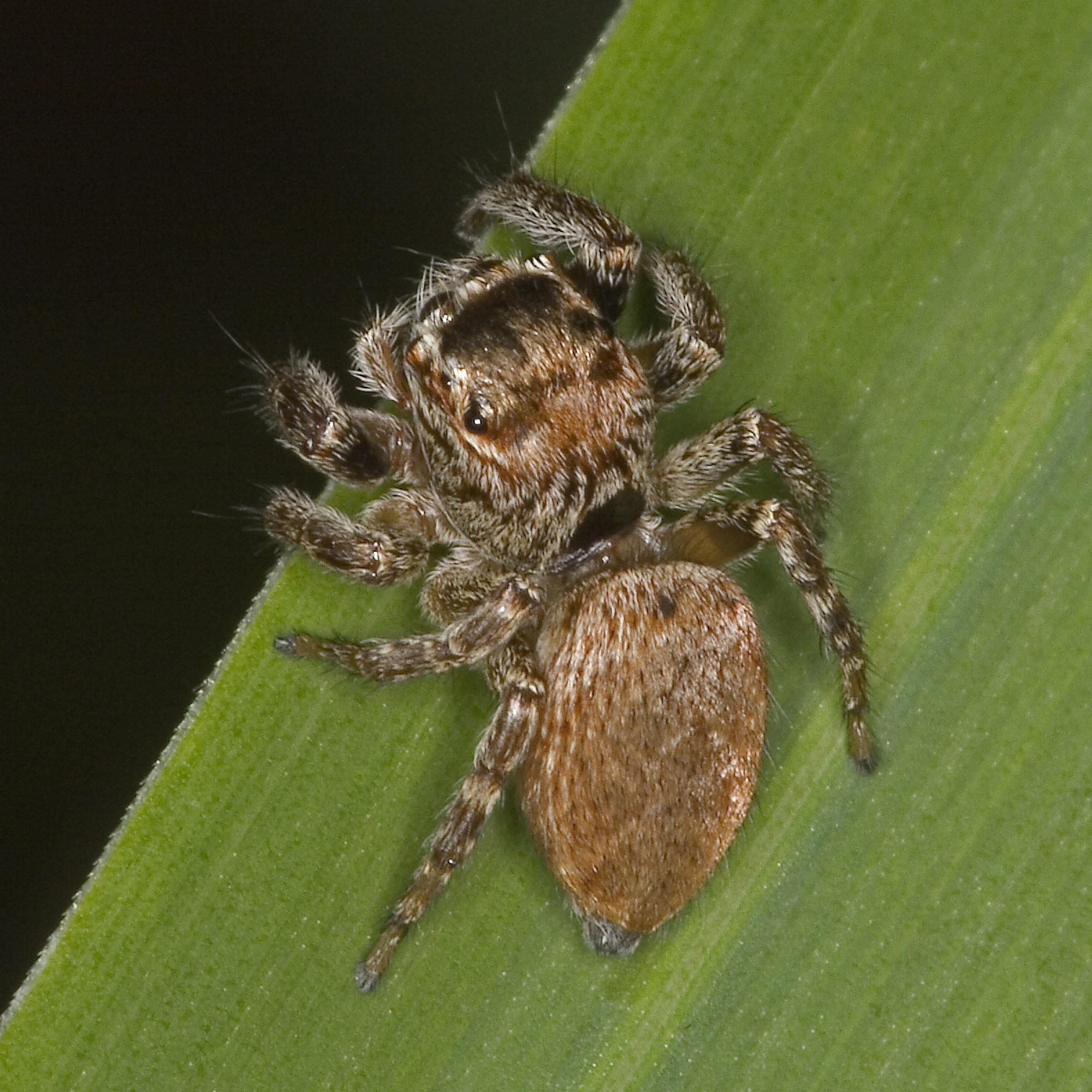
Weibchen …
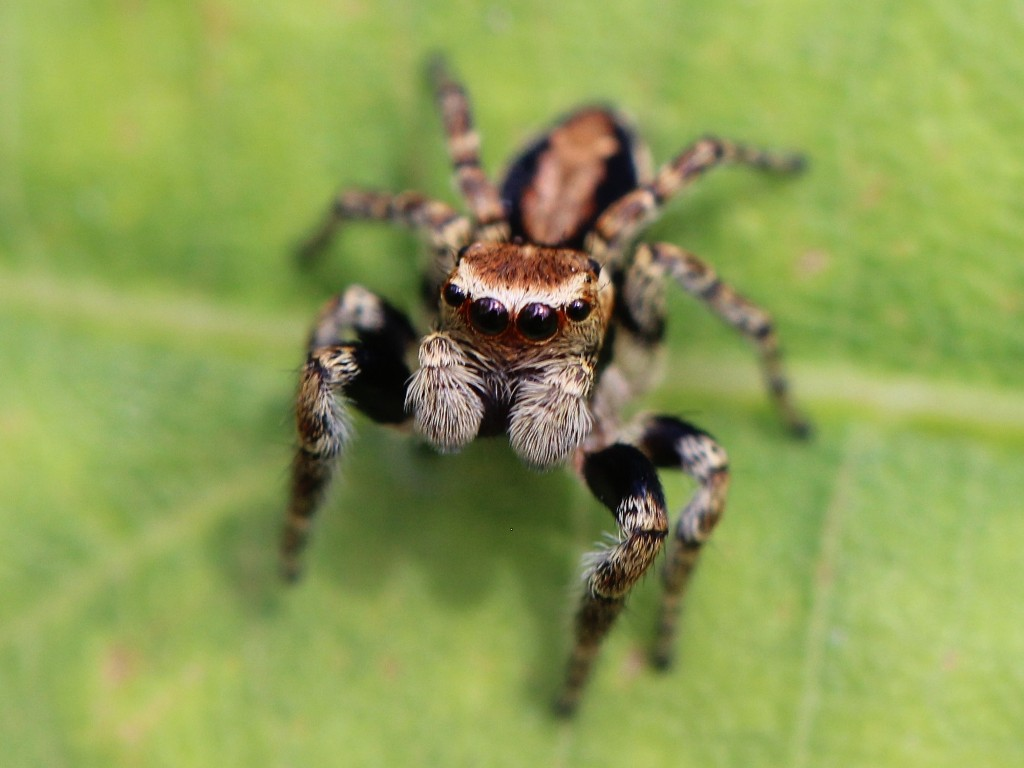
… und Männchen des Bunten Sichelspringers (E. falcata).

## Verbreitung und Lebensräume

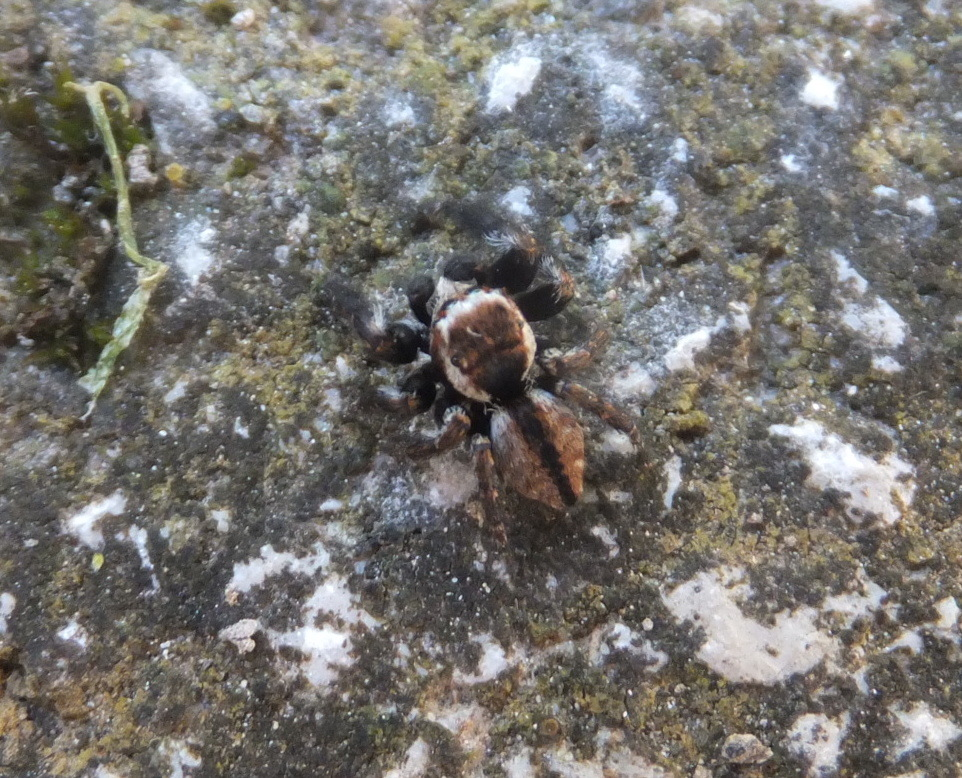
Männchen auf Bodengrund, gefunden in Italien.

Das Verbreitungsgebiet des Steppen-Sichelspringers reicht von Europa über Russland (Europa bis Südsibirien), die Türkei ohne den europäischen Teil, Kasachstan und Zentralasien bis nach China. In Europa selber ist die Art eher lückenhaft verbreitet und bislang in Spanien, Frankreich, Belgien, den Niederlanden, Deutschland, Italien, Slowenien, Nordmazedonien, dem Festland von Griechenland, der Ukraine und dem zentralen, den südlichen und den östlichen europäischen Teil Russlands nachgewiesen worden.
2012 ließ sich der Steppen-Sichelspringer in den Niederlanden erstmals seitens Joost Vogels, Peter Koomen Piet Tutelaers und Steven Ijland als vorkommend belegen. Zuvor erfolgte Funde der Art in den Niederlanden und auch in Belgien wurden anfangs als Exemplare des Heide-Sichelspringers (Evarcha laetabunda) fehlbestimmt, weshalb der Status letzterer Art in beiden Ländern als fraglich gilt. 2014 wies Dieter Martin den Steppen-Sichelspringer erstmals auch in Deutschland nach. Fundort war ein ehemaliger Truppenübungsplatz im Naturschutzgebiet Marienfließ, wobei es sich bei dem Fundort um den im Süden Mecklenburg-Vorpommerns gelegenen Teil des Naturschutzgebiets handelte.
Als Habitate (Lebensräume) nimmt der Steppen-Sichelspringer Büsche in Gebirgssteppen und Lichtungen an Waldrändern von Mischwäldern.

## Phänologie

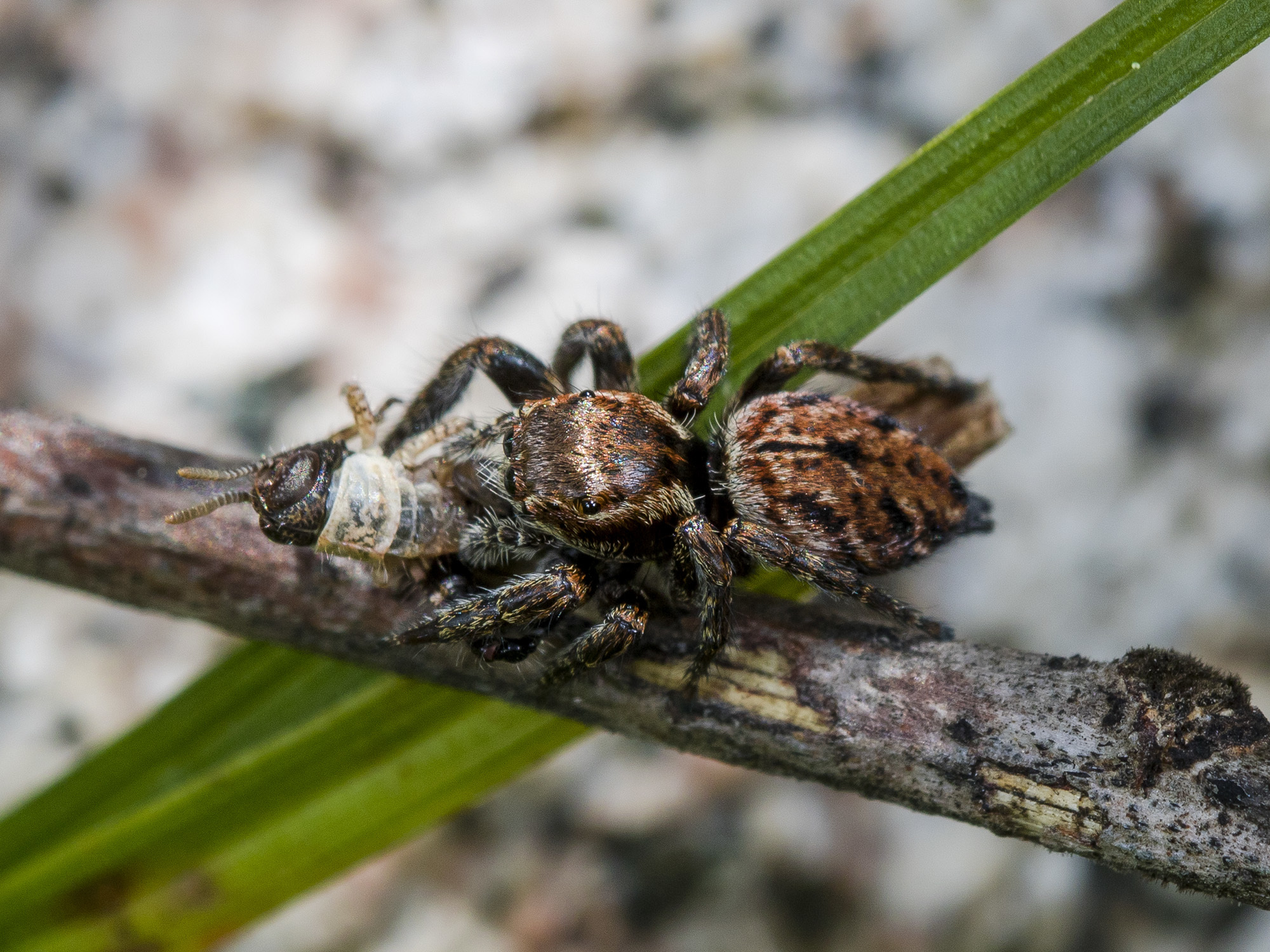
Weibchen mit erbeuteter Heuschrecke

Die Phänologie beläuft sich bei ausgewachsenen Weibchen des Steppen-Sichelspringer auf den Zeitraum zwischen Juni und August, während Männchen lediglich im Juni anzutreffen sind. Ansonsten ist über die Biologie der Art kaum etwas bekannt.

## Systematik
Die Systematik des Steppen-Sichelspringers erfuhr seit der 1992 von Dmitri Viktorovich Logunov durchgeführten Erstbeschreibung keine Änderungen. Er selber grenzte die Art vom Heide-Sichelspringers (Evarcha laetabunda) anhand der genitalmorphologischen Merkmale ab. Jerzy Prószyński wies bereits 1982 auf die Differenzen bezüglich der genitalmorphologischen Merkmale der jeweiligen Spinnen hin, kam jedoch zu dem Entschluss, dass es sich hierbei um eine intraspezifische Variation handelt. Zu diesem Entschluss kam es, da Prószyński wenige Exemplare untersuchte. Mit dem Artnamen michailovi soll der russische Arachnologe Kirill Glebovich Mikhailov geehrt werden.